# Jon Theodore
 (mars 2013).
Si vous disposez d'ouvrages ou d'articles de référence ou si vous connaissez des sites web de qualité traitant du thème abordé ici, merci de compléter l'article en donnant les références utiles à sa vérifiabilité et en les liant à la section « Notes et références ».
Jon Philip Theodore est un batteur américain né le 30 décembre 1973. Il fut notamment, de 2001 à 2006, le batteur du groupe The Mars Volta.

## Biographie
Après ses études, dans lesquelles il perfectionna ses connaissances et ses habiletés en tant que musicien[non neutre], il joint le groupe Golden. Plus tard, impliqué dans quelques projets, on a pu l'apercevoir avec HIM ; il joue avec le groupe Royal Trux. C'est pendant ces années qu'il rencontre Cédric Bixler-Zavala et Omar Rodríguez-López, qui à ce moment formaient le groupe De Facto. Ils sont devenus amis et après avoir formé le groupe The Mars Volta[réf. souhaitée], Cédric et Omar ont invité Jon à les rejoindre. En 2001, il joue sur leur premier album De-Loused in the Comatorium. Vers 2006, après avoir enregistré leur troisième album solo Amputechture, Jon quitta le groupe pour diverses raisons individuelles et personnelles.
Jon a enregistré un cd avec Zack de la Rocha, chanteur de Rage Against the Machine, l'album One Day As A Lion sous le label Anti, maxi sorti le 22 juillet 2008.
En 2013, il a été choisi pour devenir le nouveau batteur des Queens of the Stone Age en remplacement de Joey Castillo .
À quelques reprises, des inscriptions en français auraient été vues sur la batterie de J. Theodore, qui aurait des origines Haïtiennes.[évasif]